# Gestão Imbassahy na prefeitura de Salvador
A Gestão Imbassahy na prefeitura de Salvador corresponde ao período da história política de Salvador em que Antônio José Imbassahy da Silva, mais conhecido como Imbassahy esteve ocupando o cargo de prefeito municipal, entre 1.º de janeiro de 1997 e 31 de dezembro de 2004.

## Antecedentes
A eleição municipal de Salvador em 1996 foi marcada por três principais candidaturas à prefeito, sendo Domingos Leonelli, correligionário e o nome apoiado pela então prefeita Lídice da Mata (PSDB) como seu sucessor. do então deputado federal Nelson Pelegrino, candidato do Partido dos Trabalhadores, que simbolizava a volta do PT à disputa da prefeitura de Salvador após o apoio dado a Lídice em 1992 e do ex-governador da Bahia Antônio Imbassahy, do PFL, candidato do grupo do então senador, ex-governador e prefeito de Salvador Antônio Carlos Magalhães, apoiado pelo então governador Paulo Souto, seu correligionário.

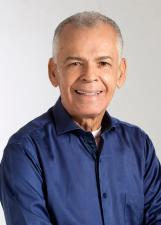
Marcos Medrado, então vice-prefeito de Salvador durante os oito anos da gestão Imbassahy.

O candidato escolhido para vice da chapa de Imbassahy foi Marcos Medrado, do Partido Progressista Brasileiro, então Deputado Federal e presidente do PPB da Bahia. Medrado era tido como favorito na disputa à prefeitura de Salvador naquele ano, e, o convite para ser vice-prefeito de Imbassahy partiu do então senador ACM, que após a derrota de Manoel Castro (PFL) em 1992 não queria que seu grupo saísse derrotado da disputa. O convite foi aceito por Medrado com a condição de que as primeiras obras a serem executadas na possível futura administração fossem no Subúrbio Ferroviário de Salvador e listadas por ele, exigências aceitas por Antônio Carlos Magalhães.
Imbassahy e Medrado venceram as eleições em primeiro turno, no pleito realizado em 3 de outubro de 1996, com 407.019 votos, que correspondiam a 51,44% do eleitorado total da cidade, vencendo Pellegrino, candidato do PT, apoiado pelo ex-presidenciável no pleito de 1994 Lula da Silva, e Domingos Leonelli, apoiado pelo então presidente Fernando Henrique Cardoso e pela prefeita em exercício Lídice da Mata (PSDB).

## Posse
Imbassahy e seu vice, junto aos vereadores eleitos e o secretariado nomeado tomaram posse em seus respectivos cargos na Câmara Municipal de Salvador em 1.º de janeiro de 1997. O vice-prefeito na ocasião foi nomeado como Secretário Municipal de Transportes Urbanos.

## 1.º Mandato (1997-2000)

### Secretariado
| Pasta                                                               | Titular           | Partido | Início do Mandato      | Fim do Mandato         | Ref.  |
| ------------------------------------------------------------------- | ----------------- | ------- | ---------------------- | ---------------------- | ----- |
| Secretaria Municipal de Ação Social                                 |                   |         |                        |                        |       |
| Secretaria Municipal de Administração                               |                   |         |                        |                        |       |
| Secretaria Municipal de Comunicação Social                          |                   |         |                        |                        |       |
| Secretaria Municipal de Educação e Cultura                          | Dirlene Mendonça  |         | 1.º de janeiro de 1997 | 31 de dezembro de 2000 |       |
| Secretaria Municipal da Fazenda                                     | Jorge Lins Freire |         | 1.º de janeiro de 1997 | 31 de dezembro de 2000 | [ 7 ] |
| Secretaria Municipal de Governo                                     |                   |         |                        |                        |       |
| Secretaria Municipal do Meio Ambiente                               |                   |         |                        |                        |       |
| Secretaria Municipal de Planejamento e de Desenvolvimento Econômico |                   |         |                        |                        |       |
| Secretaria Municipal de Saúde                                       | Aldely Rocha Dias |         |                        |                        |       |
| Secretaria Municipal de Saneamento e Infraestrutura Urbana          |                   |         |                        |                        |       |
| Secretaria Municipal de Serviços Públicos                           |                   |         |                        |                        |       |
| Secretaria Municipal de Terra e Habitação                           |                   |         |                        |                        |       |
| Secretaria Municipal de Transportes Urbanos                         | Marcos Medrado    | PPB/PP  | 1.º de janeiro de 1997 |                        |       |
| Secretaria Extraordinário de Acompanhamento de Ações Municipais     |                   |         |                        |                        |       |

### Ações de Governo

#### Enxugamento da folha
Durante a cerimônia de posse, anunciou que convocaria a Câmara para uma assembleia extraordinária na qual discutiria o enxugamento da folha de pagamento dos servidores públicos municipais além do remanejamento dos mesmos entre os cargos do executivo, medidas nas quais o então prefeito adotara para arcar com os salários atrasados deixados pela administração anterior de Lídice da Mata.

## 2.º Mandato (2001-2004)

### Secretariado
| Pasta                                                                          | Titular                                | Partido     | Início do Mandato      | Fim do Mandato         | Ref.                |
| ------------------------------------------------------------------------------ | -------------------------------------- | ----------- | ---------------------- | ---------------------- | ------------------- |
| Chefia de Gabinete                                                             | Pedro Luiz da Silva Godinho            | PFL         | 1.º de janeiro de 2001 | 5 de abril de 2001     | [ 9 ] [ 10 ]        |
| Secretaria Municipal Extraordinária de Desenvolvimento Econômico               | Sérgio Passarinho                      | Sem partido | 1.º de janeiro de 2001 | 31 de dezembro de 2004 | [ 11 ] [ 9 ]        |
| Secretário Municipal do Articulação e Promoção da Cidadania                    | Pedro Luiz da Silva Godinho            | PFL         | 5 de abril de 2001     |                        | [ 12 ]              |
| Secretário Municipal do Articulação e Promoção da Cidadania                    | Vinicius Maia Didier                   | Sem partido |                        | 31 de dezembro de 2004 | [ 11 ]              |
| Secretaria Municipal de Administração                                          | Marlucio Cerqueira Soares Palmeira     | Sem partido | 1.º de janeiro de 2001 | 31 de dezembro de 2004 | [ 9 ] [ 11 ]        |
| Secretaria Municipal de Comunicação Social                                     | Tasso Paes Franco                      | Sem partido | 1.º de janeiro de 2001 | 31 de dezembro de 2004 | [ 11 ] [ 13 ]       |
| Secretaria Municipal de Educação e Cultura                                     | Dirlene Matos Mendonça                 | Sem partido | 1.º de janeiro de 2001 | 31 de dezembro de 2004 | [ 11 ] [ 10 ]       |
| Secretaria Municipal da Fazenda                                                | Jorge Lins Freire                      | Sem partido | 1.º de janeiro de 2001 | 21 de setembro de 2001 | [ 14 ] [ 10 ]       |
| Secretaria Municipal da Fazenda                                                | Manoelito dos Santos Souza             | Sem partido | 21 de setembro de 2001 | 31 de dezembro de 2004 | [ 14 ] [ 11 ]       |
| Secretaria Municipal de Governo                                                | Gildásio Alves Xavier                  | Sem partido | 1.º de janeiro de 2001 | 31 de dezembro de 2004 | [ 10 ]              |
| Secretaria Municipal de Habitação                                              | Fernando Medrado                       | Sem partido | 1.º de janeiro de 2001 | 31 de dezembro de 2004 | [ 11 ] [ 9 ]        |
| Secretaria Municipal de Planejamento, Urbanismo e Meio Ambiente                | Manoel Raymundo Garcia Lorenzo         | Sem partido | 1.º de janeiro de 2001 | 31 de dezembro de 2004 | [ 9 ] [ 11 ]        |
| Secretária Municipal da Reparação                                              | Arany Santana                          | Sem partido | 18 dezembro de 2003    | 31 de dezembro de 2004 | [ 11 ]              |
| Secretaria Municipal de Saúde                                                  | Aldely Rocha Dias                      | Sem partido | 1.º de janeiro de 2001 | 31 de dezembro de 2004 | [ 15 ] [ 11 ]       |
| Secretaria Municipal de Saneamento e Infraestrutura Urbana                     | Carlos Geraldo Lins Cova               | Sem partido | 1.º de janeiro de 2001 | 31 de dezembro de 2004 | [ 11 ] [ 15 ]       |
| Secretaria Municipal de Serviços Públicos                                      | Jalon Santos                           | Sem partido | 1.º de janeiro de 2001 | 31 de dezembro de 2004 | [ 11 ] [ 9 ]        |
| Secretaria Municipal do Trabalho e Desenvolvimento Social                      | Raimundo Caires                        | PMDB        | 1.º de janeiro de 2001 | 31 de dezembro de 2004 | [ 16 ] [ 11 ] [ 9 ] |
| Secretaria Municipal de Transportes Urbanos                                    | Ivan Barbosa                           | Sem partido | 1.º de janeiro de 2001 | 31 de dezembro de 2004 | [ 11 ] [ 9 ]        |
| Órgãos com status de Secretaria                                                |                                        |             |                        |                        |                     |
| Fundação Cidade Mãe - FCM                                                      | Neuza Maria Berenguer Castro           | Sem partido | 1.º de janeiro de 2001 | 31 de dezembro de 2004 | [ 11 ] [ 13 ]       |
| Fundação Gregório de Mattos - FGM                                              | Francisco Senna                        | Sem partido | 1.º de janeiro de 2001 | 31 de dezembro de 2004 | [ 17 ] [ 11 ]       |
| Fundação Mário Leal Ferreira - FMLF                                            | Manoel Raymundo Garcia Lorenzo         | Sem partido | 1.º de janeiro de 2001 | 31 de dezembro de 2004 | [ 11 ]              |
| Procuradoria Geral do Município - PGM                                          | Graciliano Mascarenhas                 | Sem partido | 1.º de janeiro de 2001 | 31 de dezembro de 2004 | [ 11 ]              |
| Autarquias Municipais                                                          |                                        |             |                        |                        |                     |
| Agência Municipal de Desenvolvimento Econômico do Salvador                     | Isaac Newton Carneiro da Silva         | Sem partido | 29 de janeiro de 2002  | 31 de dezembro de 2004 | [ 18 ] [ 11 ]       |
| Instituto de Previdência do Salvador - IPS                                     | Marlucio Cerqueira Soares Palmeira     | Sem partido | 1.º de janeiro de 2001 |                        |                     |
| Instituto de Previdência do Salvador - IPS                                     | Roberto Adolpho da Silva Filho         | Sem partido |                        | 31 de dezembro de 2004 | [ 11 ]              |
| Superintendência de Controle e Ordenamento do Uso do Solo do Município - SUCOM | Eliana Gesteira Mattos                 | Sem partido | 1.º de janeiro de 2001 | 31 de dezembro de 2004 | [ 11 ] [ 19 ]       |
| Superintendência de Engenharia de Tráfego - SET                                | Oscar Pires de Aragão e Melo Neto      | Sem partido | 1.º de janeiro de 2001 | 15 de julho de 2001    | [ 20 ]              |
| Superintendência de Engenharia de Tráfego - SET                                | Raimundo Paiva de Castro Marques Filho | Sem partido | 16 de julho de 2001    | 31 de dezembro de 2004 | [ 20 ] [ 11 ]       |
| Superintendência de Manutenção e Conservação da Cidade do Salvador - SUMAC     | George Waxman                          | Sem partido | 1.º de janeiro de 2001 |                        | [ 13 ]              |
| Superintendência de Manutenção e Conservação da Cidade do Salvador - SUMAC     | Sizinio de Andrade Galvão              | Sem partido |                        | 31 de dezembro de 2004 | [ 11 ]              |
| Superintendência de Parques e Jardins- SPJ                                     | Telmo Gavazza                          | Sem partido | 1.º de janeiro de 2001 | 31 de dezembro de 2004 | [ 11 ] [ 21 ]       |
| Superintendência de Transporte Público - STP                                   | Aristides Amorim                       | Sem partido | 1.º de janeiro de 2001 | 31 de dezembro de 2004 | [ 11 ] [ 21 ]       |
| Superintendência de Urbanização da Capital - SURCAP                            | Carlos Geraldo Lins Cova               | Sem partido | 1.º de janeiro de 2001 | 31 de dezembro de 2004 | [ 13 ]              |